# Cosimo Ventucci
Cosimo Ventucci (Sezze, 11 febbraio 1938) è un politico italiano.

## Biografia
È nato a Sezze (Latina), ma vive a Ciampino (Roma).

### Attività politica
È stato eletto per cinque mandati consecutivi in Parlamento quale rappresentante di Forza Italia e del Popolo della Libertà, dapprima al Senato della Repubblica e poi alla Camera dei Deputati.
Alle elezioni politiche del 1994 è eletto per la prima volta al Senato della Repubblica, in regione Lazio, nel collegio uninominale n° 19 (Roma-Ciampino) sostenuto dal Polo del Buon Governo.
Alle successive elezioni politiche del 1996 è ricandidato al Senato della Repubblica, in regione Lazio, sempre nel collegio uninominale di Roma-Ciampino, dove viene sconfitto dal candidato de L'Ulivo Franca D'Alessandro Prisco, nonostante ciò viene comunque eletto senatore grazie al meccanismo del recupero proporzionale.
Nella XIII Legislatura è stato membro della commissioni permanente al Senato per le Finanze e il Tesoro, di vigilanza sull'anagrafe tributaria e d'inchiesta sul terrorismo, oltre ad aver fatto parte della giunta per gli affari della Comunità Economica Europea. Dal 1998 al 2001 è stato anche vicepresidente del gruppo parlamentare di Forza Italia.
Alle elezioni politiche del 2001 viene nuovamente eletto al Senato della Repubblica, in regione Lazio, nel collegio uninominale di Roma-Ciampino sostenuto dalla Casa delle Libertà (in quota FI), sconfiggendo il candidato de L'Ulivo Esterino Montino (che viene comunque eletto grazie al recupero proporzionale).
Nella XIV Legislatura è stato Sottosegretario di Stato per i rapporti con il Parlamento nel Governo Berlusconi II, incarico riconfermato nel Governo Berlusconi III. Inoltre è stato membro della commissione permanente al Senato per il lavoro.
Alle elezioni politiche del 2006 viene eletto per la quarta volta al Senato della Repubblica, in regione Lazio, nelle liste di Forza Italia. Nella XV Legislatura è stato membro della commissione permanente Finanze e Tesoro, oltre che segretario alla presidenza del Senato.
Alle elezioni politiche del 2008 è stato eletto deputato nelle liste del Popolo della Libertà nella circoscrizione Lazio 2.
Non si ricandida più alle elezioni politiche del 2013.